# Krebsstammzelle

Krebsstammzellen können Chemotherapien überleben und den Tumor neubilden

Krebsstammzellen oder Tumorstammzellen sind das zentrale Element einer 1997 erstmals aufgestellten Theorie zur Krebsentstehung. Sie kommen in Tumoren vor, haben typische Stammzelleigenschaften wie Selbsterneuerung und Differenzierungspotenzial und sind möglicherweise für das Tumorwachstum verantwortlich. Außerdem wird vermutet, dass sie gegen manche Therapien resistent sind und so zu Rückfällen und Metastasen führen.
Vor allem in verschiedenen Blutkrebsarten (Leukämien) wurde entdeckt, dass wenige Krebszellen – die sogenannten Krebsstammzellen – für das Wachstum verantwortlich sind. Andere Krebszellen machen zwar den Großteil der Masse maligner Zellen aus, tragen jedoch nicht im selben Maße zur Bösartigkeit der Erkrankung bei. Besonders interessant ist, dass einige Krebsstammzellen gebräuchlichen Chemotherapien widerstehen. Diese Resistenz könnte erklären, warum nach einer solchen Therapie Tumoren zuerst verschwinden, jedoch später oft erneut auftreten. Eine Therapie, die speziell auf Krebsstammzellen zielt, könnte die Heilungschancen verbessern.

## Ursprung und Bedeutung
Das relativ neue und umstrittene Konzept der Tumorstammzellen geht auf die kanadischen Forscher Dominique Bonnet und John Dick zurück. Ihnen zufolge stellen Tumorstammzellen möglicherweise den Ursprung der Krebserkrankung dar und sorgen auch für die Resistenz maligner Tumoren und die häufigen Rezidive. Die Hypothese konnte bisher nicht verifiziert werden, weil es bislang nicht gelungen ist, die Stammzellen zu isolieren.
Das Konzept ist mit Hinblick auf eine mögliche Therapie von Krebserkrankungen von Interesse. Beispielsweise wurde in einer Studie die tumorstammzellsuppressive Wirkung verschiedener Substanzen untersucht. Dazu wurden in-vitro zunächst aus Brustkrebszellen experimentell Zellen mit Stammzelleigenschaften erzeugt. Dabei seien diese Krebszellen genetisch so verändert worden, dass sie sich von normalen Epithelzellen in mesenchymale Zellen wandelten (siehe auch Epitheliale mesenchymale Transition). Mesenchymale Zellen besitzen die Fähigkeit zur Migration, was ein Charakteristikum von Krebszellen darstellt. In einem zweiten Schritt wurden 16.000 unterschiedliche Substanzen getestet, von denen 32 in der Lage gewesen seien, die experimentell erzeugten „Tumorstammzellen“ abzutöten, darunter die antibiotisch wirksame Substanz Salinomycin. Da Krebsstammzellen erhöhtes enolysosomale Eisenione (Fe2+ und Fe3+) enthalten, und Salinomycin dieses Eisen bindet und sequestriert, töet es preferenziel diese Art von Zellen. Diese Forschungsergebnisse haben dazu geführt, dass deuartige Moleküleetwickeln werden könen, die speziell lysosomales Eisen aktivieren können, und somit Krebsstammzellen in menschlichen Biopsien angreifen, die dann durch einen Zellmechanismus sterben, der Ferroptose genannt wird. Auch die Möglichkeit einer klinischen Anwendung beim Menschen sei noch völlig unklar.
2012 lieferten einige Forschungsarbeiten unabhängig voneinander weitere Hinweise auf Krebsstammzellen bei Tumoren von Gehirn, Haut und Darm.